# Sceliotrachelus braunsi
Sceliotrachelus braunsi är en stekelart som beskrevs av Charles Thomas Brues 1908. Sceliotrachelus braunsi ingår i släktet Sceliotrachelus och familjen gallmyggesteklar. Inga underarter finns listade i Catalogue of Life.